# Lorcher Werth
Das Lorcher Werth ist eine Binneninsel im Rhein. Sie besteht aus zwei Inseln, dem Großen und dem Kleinen Lorcher Werth, die ein Damm verbindet.

## Geographische Lage
Die Inseln liegen im Mittelrhein zwischen Lorch und Niederheimbach, rund zehn Kilometer vom Binger Loch rheinabwärts. Sie erstrecken sich vom Bächergrund bis zur Fährlinie von Lorch nach Niederheimbach, die einen Bogen um das untere Ende der Inseln macht, von Rheinkilometer 538 bis 540. Die Länge der unbewohnten Inseln beträgt zusammen knapp zwei Kilometer bei einer Breite von bis zu 150 Metern. Beide sind flach und werden bei Hochwasser teilweise überflutet.

## Geschichte
In Nachbarschaft zum Niederwalddenkmal sollte 1926 ein monumentales „Reichsehrenmal“ für die Gefallenen des Ersten Weltkriegs entstehen. Der Architekt Karl Wach plante ein Stadion für 100.000 Menschen, verbunden über eine „Heilige Straße“ mit einem steinernen Sarkophag. Während der Weltwirtschaftskrise wurde das kolossale Toteninselprojekt fallengelassen.
Im Inneren des Großen Lorcher Werth befand sich in vergangenen Jahrzehnten eine Weinrebenzucht, eine Trinkwasserpumpstation und zeitweise ein Fußballplatz.

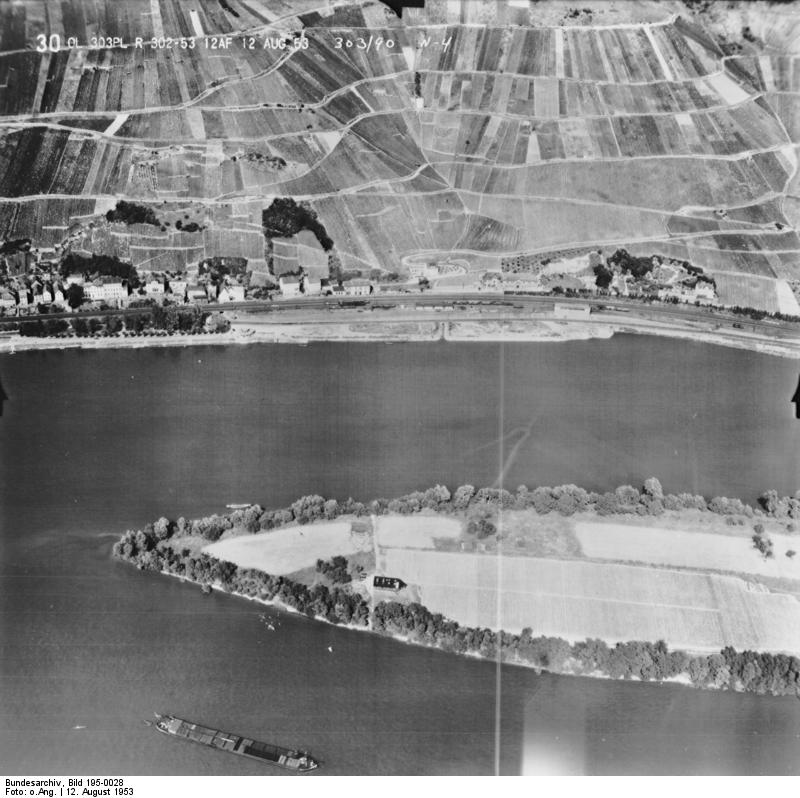
Großes Lorcher Werth 1953
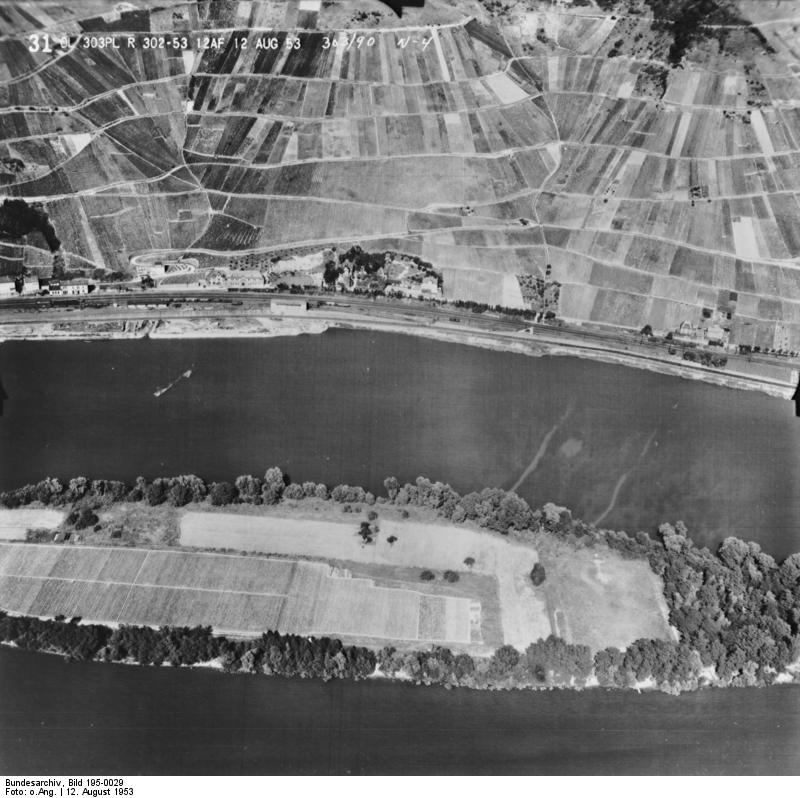
Großes Lorcher Werth 1953
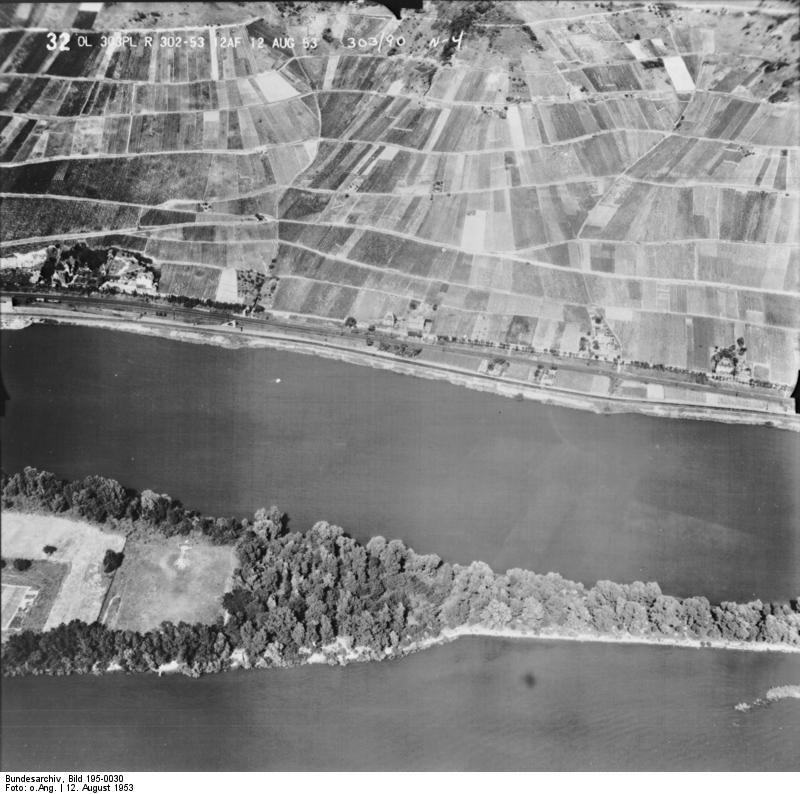
Großes Lorcher Werth 1953
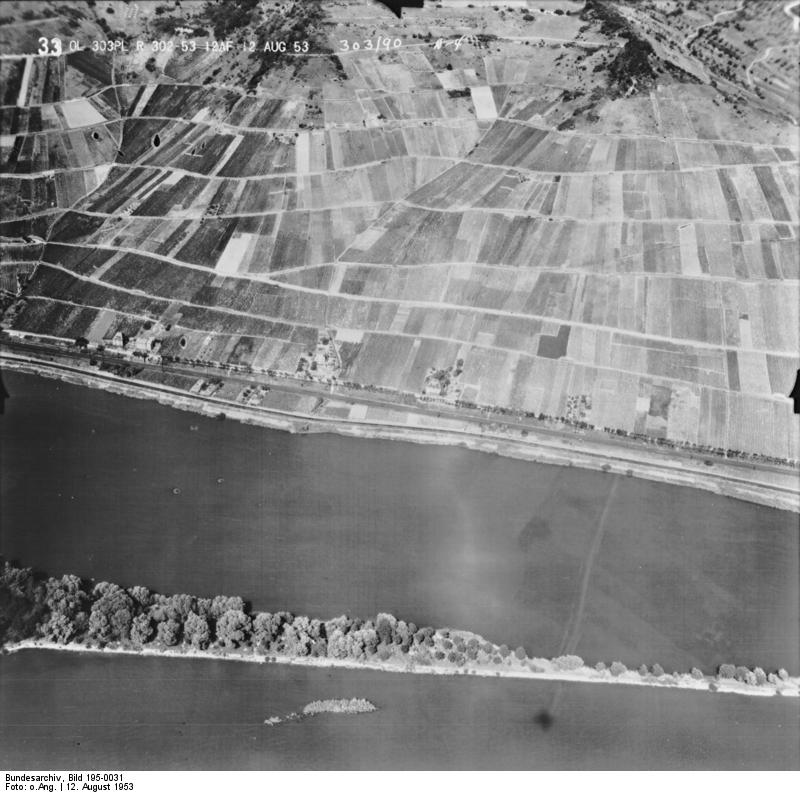
Großes Lorcher Werth 1953
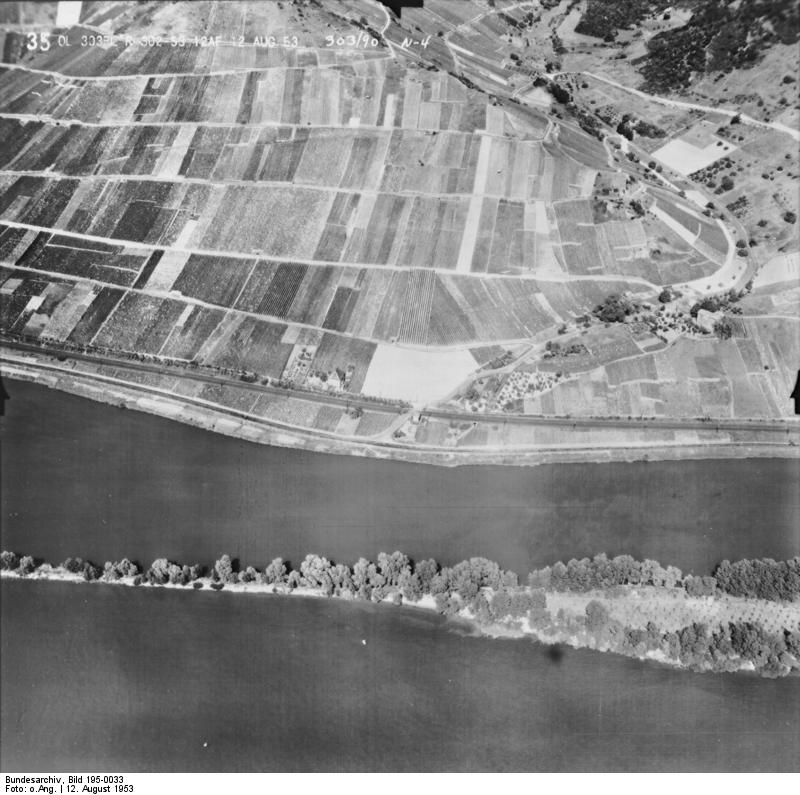
Kleines Lorcher Werth 1953
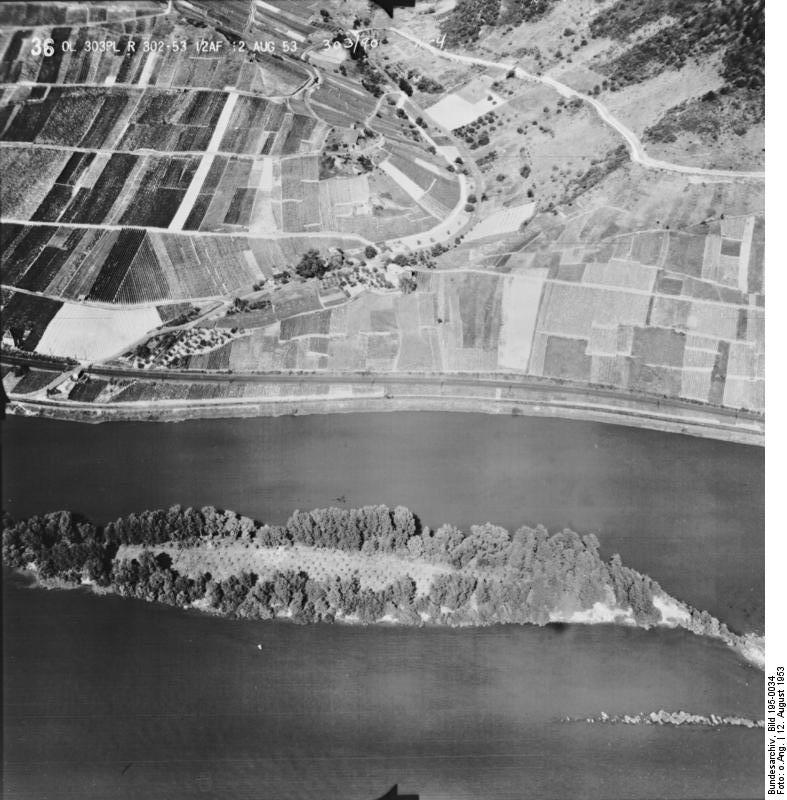
Kleines Lorcher Werth 1953
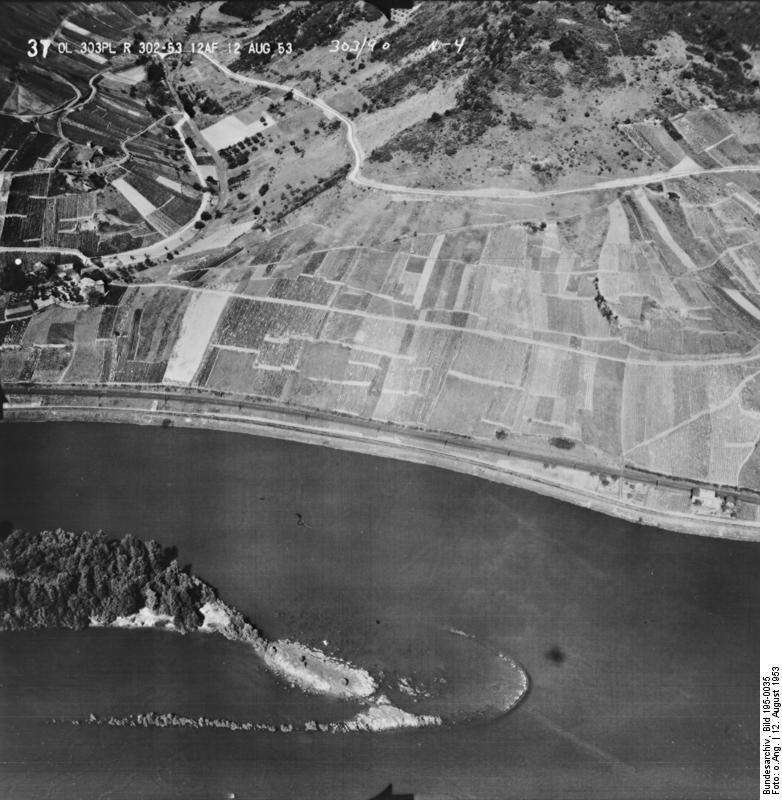
Kleines Lorcher Werth 1953

## Natur
Die Insel ist Naturschutzgebiet und FFH-Gebiet und darf nicht betreten werden.
Das Lorcher Werth wurde mit Hybridpappeln und Robinien aufgeforstet. Entwicklungsziel ist es, diese Baumarten nach und nach wieder zu entnehmen und einen naturnahen Auwald und natürliche Uferbereiche zu fördern.